# Daidō Moriyama
Daidō Moriyama (Ikeda, 10 ottobre 1938) è un fotografo giapponese, considerato uno dei maggiori esponenti della fotografia di strada giapponese. Tra i lavori per cui è più famoso c'è Eros, pubblicato nel 1969 sulla rivista giapponese Provoke, che mostra le immagini di una notte trascorsa con una amante in una stanza d'albergo. Ha inoltre esposto le sue opere in musei e gallerie di tutto il mondo, fra i quali la Tate Modern di Londra, il MoMA di San Francisco, il Metropolitan Museum of Art di New York e la Fondation Cartier di Parigi.

## Biografia
Nato a Ikeda, Osaka, Moriyama studia inizialmente per diventare grafico, prima di rimanere affascinato dal mondo della fotografia e studiare con Takeji Iwamiya. Nel 1961 si trasferisce a Tokyo per incontrare i membri di VIVO, e diventa assistente di Eikoh Hosoe, posizione che gli permette di ottenere l'accesso al mondo fotografico di Tokyo.
Nel 1968 produce la raccolta di fotografie Nippon gekijo shashincho, in alto contrasto, in cui si concentra su un mondo ormai contaminato dall'industria. In questo stesso periodo inizia a far parte della rivista Provoke, richiamando l'attenzione di giovani artisti, la maggior parte dei quali sono fotografi. Oltre a Provoke, in seguito, Moriyama contribuisce anche ad altre riviste, come Camera Mainichi, Asahi Journal e Asahi Camera.
Le sue collezioni fotografiche sono numerose e comprendono "Hikari", "Karyudo" e "Nakaji eno tabi".
Negli anni Settanta, Moriyama riscontra problemi personali e, per questa ragione, non è più produttivo come negli anni precedenti. Soltanto nei primi anni Ottanta riprende la sua attività con maggiore costanza e ottiene perfino il premio del fotografo dell'anno dalla "Shashin Kyokai" (Società di Fotografia). 
Ha esposto in diverse galleria d'arte, come il Museo d'Arte Moderna (MoMA) di San Francisco nel 1999 e il Museo di Arte Moderna di New York nel 1974.
Moriyama vive e lavora a Tokyo.

## Stile
Il vero nome di Moriyama è in realtà Hiromichi, che nella lingua giapponese è composto da due caratteri: hiro, ovvero "ampio", e michi, che significa "strada". I critici ritengono pertanto che il destino di questo artista sia stato scritto fin dalla nascita: il suo atteggiamento nei confronti della realtà delle grandi città – in particolare Tokyo – ha seguito un'evoluzione che ha determinato il suo stile, divenuto poi il suo marchio di fabbrica.
Lo stile di Moriyama viene definito inconsueto e provocatorio, soprattutto dopo la sua esperienza con la rivista Provoke, che negli anni Sessanta denunciava una realtà che veniva spesso occultata. Anche dopo i suoi settant'anni d'età, egli condivide ancora la stessa inclinazione a registrare i lati oscuri del mondo come faceva nelle sue prime fotografie, scattate durante la drammatica trasformazione del dopo-guerra giapponese, con l'intento di evocare pensieri ed emozioni nuove.
Servendosi di una fotocamera automatica, cattura la realtà mettendola a nudo ed evidenziando i suoi aspetti più tragici e nascosti. I suoi scatti sono spesso sfocati, graffiati, dinamici e dunque privi di compostezza e caratterizzati da un forte contrasto, che emerge nell'utilizzo del bianco e nero.
In un'intervista pubblicata su Aperture nel 2012, Moriyama sostiene che non c'è molta differenza tra la fotografia a colori e quella in bianco e nero, nonostante preferisca in modo evidente la seconda. Dal suo punto di vista infatti, ciò che realmente rende le fotografie interessanti non è il colore, ma la macchina fotografica digitale:
[...] la fotografia in bianco e nero ha un che di erotico per me, in senso ampio. Il colore non ha la stessa carica erotica. Non ha molto a che fare con quello che viene fotografato; in qualsiasi immagine in bianco e nero c'è una certa varietà di erotismo. Se sono fuori a vagabondare e vedo fotografie appese alle pareti di un ristorante, ad esempio, che sono in bianco e nero, ho una fitta! È davvero una risposta viscerale. Non ho ancora visto una fotografia a colori che mi abbia fatto venire i brividi. Questa è la differenza tra le due cose.»
(Su Daido Moriyama: The Shock From Outside, Aperture, 2012)

## Influenze stilistiche
Moriyama si definisce un viaggiatore solitario, e lui stesso racconta di aver trovato ispirazione per il suo lavoro nel libro "Sulla strada", dello scrittore americano Jack Kerouac:
(Su Daido Moriyama, il maestro della street photography giapponese, Grandi-Fotografi, 2016)
Fra gli altri fotografi da cui Moriyama prese ispirazione, figurano Eikoh Hosoe, Eugène Atget, Weegee e William Klein, che, come lui, condividono una particolare attenzione verso le dinamiche della vita di città.

## Pubblicazioni in giapponese/inglese/francese
- Documentary 1-5 (pubblicato privatamente), 1972–73
- Sashin yo Sayonara = Bye Bye Photography
  - Tokyo, Shashin hyoron-sha, 1972
  - Tokyo, PowerShovel, 2006
- Un altro paese (pubblicato privatamente), 1974
- Racconti di Tono, Asahi Sonorama, 1976
- Japan, a Photo Theater II, Asahi Sonorama, 1978
- Hikari to Kage = Light and Shadow
  - Tokyo, Tojusha, 1982
  - Tokyo, Kodansha, 2009
- Memories of a Dog - Places in My Memory, Tokyo, Asahi Shinbunsha, 1984 (saggi)
- A Dialogue with Photography, Tokyo, Seikyūsha, 1985 (saggi)
- A Journey to Nakaji, Tokyo, Sokyusha, 1987
- Moriyama Daidō 1970-1979, Tokyo, Sokyusha, 1989
- Lettre a St. Lou, Giappone, Kawade Shobo Shinsha, 1990
- Daido hysteric No.4, Giappone, Hysteric Glamour, 1993
- Color, Tokyo, Sokyusha, 1993
- Daido hysteric No.6., Giappone, Hysteric Glamour, 1994
- Japan, A Photo Theater, Tokyo, Shinchosha, 1995
- A Dog's Time, Tokyo, Sakuhinsha, 1995
- Imitation, Tokyo, Taka Ishii Gallery, 1995
- From/Toward Photography, Tokyo, Seikyūsha, 1995 (saggi)
- A Dialogue with Photography (nuova edizione), Tokyo, Seikyūsha, 1995 (saggi)
- Daido hysteric Osaka No.8, Giappone, Hysteric Glamour, 1997
- Iwanami Shoten, Tokyo, Iwanami Shoten, 1997
- Hunter, Tokyo, Taka Ishii Gallery, 1997
- Fragments, Tokyo, Composite Press, 1998
- Memories of a Dog - Places in My Memory, the final, Tokyo, Asahi Shinbunsha, 1998 (saggi)
- Passage, Tokyo, Wides Shuppan, 1999
- Dream of water, Tokyo, Sokyusha, 1999
- Visions of Japan: Daido Moriyama, Tokyo, Korinsha, 1999
- Color 2, Tokyo, Sokyusha, 1999
- Past is every time new, the future is always nostalgic, Tokyo, Seikyūsha, 2000
- Memories of a Dog - Places in My Memory (nuova edizione), Tokyo, Kawade Shobo Shinsha, 2001
- Memories of a Dog - Places in My Memory, the final (nuova edizione), Tokyo, Kawade Shobo Shinsha, 2001
- Platform, Tokyo, Daiwa Radiator Factory & Taka Ishii Gallery, 2002
- '71- NY Daido Moriyama, PPP Editions, 2002
- Shinjuku, Tokyo, Getsuyosha, 2002
- transit, Eyesencia, 2002
- Daido Moriyama 55, Tokyo, Phaidon, 2002
- Daido Moriyama, The Complete Works vol. 1, Daiwa Radiator Company, 2003
- Remix, Galerie Kamel Mennour, 2004
- Memories of a Dog, Pasadena (CA), Nazraeli Press, 2004
- Daido Moriyama, The Complete Works vols. 2-4, Daiwa Radiator Factory, 2004
- Wilderness!, Parco, 2005
- Shinjuku 19XX-20XX, Codax, 2005
- Tokyo, Reflex New Art Gallery, 2005
- Buenos Aires, Tokyo, Kodansha, 2005
- Lettre a St. Lou, Tokyo, Kawade Shobo Shinsha, 2005
- Shinjuku Plus, Tokyo, Getsuyosha, 2006
- Record no. 6, Tokyo, Akio Nagasawa, 2006
- t-82, Tokyo, PowerShovelBooks, 2006
- it, Rat Hole, 2006
- Farewell Photography, Tokyo, PowerShovelBooks, 2006
- Snap, Tokyo, Akio Nagasawa, 2007
- Record no. 8, Tokyo, Akio Nagasawa, 2007
- Kagero & Colors, Tokyo, PowerShovelBooks, 2007
- Hawaii, Tokyo, Getsuyosha, 2007
- Osaka Plus, Tokyo, Getsuyosha, 2007
- Erotica, Tokyo, Asahi Shinbunsha, 2007
- Record no. 7, Tokyo, Akio Nagasawa, 2007
- Tales of Tono, Tokyo, Kobunsha, 2007
- Yashi
  - Parigi, Fondation Cartier pour l'art contemporain, 2008
  - Tokyo, Taka Ishii Gallery, 2008
- Magazine Work 1971 1974, Tokyo, Getsuyosha, 2009
- Tsugaru (rilegato), Tokyo, Taka ishii Gallery, 2010
- Auto-portrait MMM label 1, Tokyo, Match and Company Co., 2010 (con un testo di Simon Baker)
- Remix, Parigi, Galerie Kamel Mennour, 2012
- Paris 88/89, Parigi e Arles, Poursuite, 2012
- Mirage MMM label 4, Tokyo, Match and Company Co., 2013
- Dog and Mesh Tights, Tokyo, Getsuyosha, 2015
- Self, Portland (OR), Nazraeli Press, 2015
- Fukei, Tokyo, Super Labo, 2015
- Scandalous, Tokyo, Akio Nagasawa, 2016
- Osaka, Tokyo, Getsuyosha, 2016 (con i saggi "Osaka no koto" - in giapponese - e "Fotografie scure" - in italiano)
- Pantomime, Tokyo, Akio Nagasawa, 2017
- Pretty Woman, Tokyo, Akio Nagasawa, 2017

### Riviste
- Record No.1, 1972
- Record No.2, 1972
- Record No.3, 1972
- Record No.4, 1973
- Record No.5, 1973
- Record No. 1-5, Complete Reprint Edition, Tokyo, Akio Nagasawa, 2008
- Record No.6 - Record No.34, Tokyo, Akio Nagasawa, 2006-2017

### Altre pubblicazioni
- 4. Mazu tashikarashisa no sekai o sutero: shashin to gengo no shisō = Prima Abbandonare il Mondo della Pseudo-Certezza: Pensieri sulla Fotografia e sulla Lingua, Tokyo, Tabata Shoten, 1970
- The Japanese Box (facsimile stampato di sei rare pubblicazioni fotografiche della Provoke), Göttingen, Steidl, 2001.
- Terayama, Tokyo, Match and Company Co., 2015 (edizione in inglese e in giapponese con testo da Shūji Terayama e da Satoshi Machiguchi, "The Spell Moves On", edizione di 1500 copie)
- Dazai, Tokyo, Match and Company Co., 2014 (con un testo da Osamu Dazai, "Villon's Wife", edizione di 1200 copie)
- Odasaku, Tokyo, Match and Company Co., 2016 (con una breve storia da Sakunosuke Oda, "At the Horse Races", e da Satoshi Machiguchi)

## Pubblicazioni in italiano
- Visioni del mondo, Modena, Skira, 2010
- Daido Moriyama. In colours (edizione bilingue italiano/inglese), Skira, 2016
- Tokyo, Fondation Cartier 2016, 2005

## Mostre
- Paris Photo 2015, Parigi, 2015
- Daido Moriyama: Searching Journeys Simon Lee Gallery, Hong Kong, 2014
- Chris Shaw and Moriyama: Before and After Night Porter, Tate Britain, 2013
- William Klein and Daido Moriyama, Tate Modern, 2012
- Daido Moriyama: On the Road, The National Museum of Art, Osaka, 2011
- Daido Moriyama: The World through My Eyes, Fondazione Fotografia Modena, 2010
- Daido Moriyama: Tokyo Photographs, Philadelphia Museum of Art, 2009
- Daido Moriyama: Hokkaido, The Last Chapter, Miyanomori Art Museum Sapporo, 2009
- Daido Retrospective 1965-2005, Daido Hawaii, Tokyo Metropolitan Museum of Photography, 2008
- Daido Moriyama, Foam Fotografiemuseum, Amsterdam, 2006
- Daido Moriyama; Buenos Aires, Kyoto University of Art and Design, 2005
- Daido Moriyama, Fondation Cartier pour l'Art Contemporain, Parigi, 2003
- Hunter of Light: Daido Moriyama 1965-2003, Shimane Art Museum, 2003
- Daido Moriyama Retrospective, Kawasaki City Museum, Kanagawa, 2003
- Museum of Modern Art (MoMA), San Francisco, 1999
- Metropolitan Museum of Art, New York, 1974

## Premi
- 1967 − New Artist Award dalla Japan Photo Critics Association
- 1983 − Photographer of the Year Award dalla Photographic Society of Japan
- 2003 − Arte Mainichi
- 2004 − Kulturpreis der Deutschen Gesellschaft fur Photographie
- 2004 − Premio alla carriera dalla Photographic Society of Japan
- 2012 − Recipient per il Lifetime Achievement secondo l'International Centre of Photography
- 2019 − Hasselblad Award